# Комплекс хімії хлору та мономеру вінілхлориду в Лавері
Комплекс хімії хлору та мономеру вінілхлориду в Лавері – виробничий майданчик хімічного спрямування на південному сході Франції.
Хімічний майданчик в Лавері започаткували в 1949-му компанії Péchiney, Kuhlman та Société Générale des Huiles de Pétrole (SGHP). Остання перебувала під контролем англійського капіталу (група British Petroleum) та надала для розміщення виробництва частину площ свого нафтопереробного заводу в Лавері. В 1953-му тут почало роботу перше нафтохімічне виробництво – установка парового крекінгу (а вже в 1954-му  SGHP стала Société Française des Pétroles British Petroleum – SFBP). 
В 1963-му запустили цех хлору (електроліз хлориду натрію зазвичай продукує не лише хлор, але й каустичну соду, а також певні обсяги водню). З 1973-го поставки хлориду натрію організували по розсолопроводу Вовер – Фос-сюр-Мер – Лавера з соляної копальні Вовер.
У 1968-му майданчик в Лавері отримав черговий напрямок – виробництво мономеру вінілхлориду (можливо відзначити, що наразі полівінілхлорид є третім за обсягом виробництва полімером в світі, загальний випуск якого може досягати 50 млн тонн на рік). Його продукування в цей період вже передбачало реакцію хлору з етиленом (до того використовували взаємодію ацетилену з хлорводнем), так що виникнення такого заводу виглядало логічним розвитком попередніх виробництв – установки парового крекінгу, що давала етилен, та установки електролізу. Мономер вінілхлориду далі відправляють на заводи полівінілхлориду в Сент-Обан, Сен-Фон, Балані та Хернані (останній завод знаходиться в Іспанії). Поставки до Сент-Обану здійснюються по залізниці. Що стосується Сен-Фон та Балан, то первісно до них також курсували залізничні цистерни, але наприкінці 1990-х викупили дві баржі «Samoen» та «Passaat», які переобладнали для перевезення вінлхлориду по Роні. В Сен-Фон доправлена продукція окрім заводу ПВХ  надходить до приймального терміналу продуктопроводу Сен-Фон – Балан. 
Станом на 2023 рік завод в Лавері щорічно міг продукувати 341 тисячу тонн хлору (діафрагменним та мембранним методами) і 333 тисячі тонн каустичної соди. Потужність по мономеру вінілхлориду станом на кінець 2010-х становила 525 тисяч тонн. Крім того, майданчик може випускати 130 тисяч тонн хлорметану (для чого спершу отримують хлорводень, який далі реагує з метанолом) і 32 тисячі тонн хлориду заліза. Іншими видами продукції є хлороформ, дихлорметан, тетрахлорометан, водень та гіпохлорит натрію.
Що стосується компаній, які опікуються цим майданчиком, то  1970-му Péchiney та Kuhlman об’єднались в компанію Produits Chimiques Ugine Kuhlmann (PCUK). В 1983-му PCUK увійшла до новоствореної Atochem (в 1992-му була перейменована на Elf Atochem), яка належала нафтогазовій Elf-Aquitaine. З 2000-го Elf Atochem стала Atofina, що відображало поглинання Elf-Aquitaine нафтогазовим гігантом Total. Втім, зміни власників не завершились на Atofina. В 2004-му вона була трансформована у Arkema з метою певного відокремлення від Total та виводу на біржу, а в 2012-му Arkema продала свій бізнес з виробництва вінілхлориду компанії Kem One, що належала Klesch Group. У 2014-му на тлі кризових процесів у капітал Kem One увійшов французький підприємець Alain de Krassny, що станом на 2015-й сконцентрував 90% частку Kem One. В 2021-му De Krassny GmbH продала свої акції інвестиційному фонду Apollo Funds.